# Hamars
Hamars település Franciaországban, Calvados megyében. Lakosainak száma 465 fő (2018. január 1.). Hamars Bonnemaison, La Caine, Campandré-Valcongrain, Courvaudon, Curcy-sur-Orne, Montigny és Saint-Martin-de-Sallen községekkel határos.

## Népesség
A település népességének változása:
| Lakosok száma | 274  | 232  | 346  | 343  | 390  | 420  | 439  | 442  | 459  | 465  |
|               | 1962 | 1968 | 1982 | 1990 | 1999 | 2008 | 2011 | 2013 | 2017 | 2018 |